# Ропшинский дворец
Ро́пшинский дворе́ц — бывший дворец Романовых, часть одноимённого усадебного комплекса в Ропше, Ленинградская область. Основанный в начале XVIII века, неоднократно перестраивался и переходил от частных владельцев под управление государства. Вошёл в историю Российского государства как место смерти императора Петра III. В разные годы в XVIII—XIX веках над созданием интерьеров дворца, его реставрацией и расширением усадебного ансамбля работали такие выдающиеся зодчие, как Бартоломео Растрелли, Пётр Еропкин, Юрий Фельтен, Карло и Джованни Батиста Скотти, Луиджи Руска.
В 1990 году был включён в состав памятника Всемирного наследия «Исторический центр Санкт-Петербурга и связанные с ним комплексы памятников». С 2000-х годов дворцовый комплекс был заброшен, пострадал от серии пожаров, постепенно придя в полуразрушенное состояние. Несмотря на многочисленные инициативы инвесторов и заявления городской администрации о планах восстановить дворец, по состоянию на 2022 год реставрация не начата.

## История

### Основание
Достоверных сведений о ранней истории Ропшинской усадьбы сохранилось мало, во многих источниках приводятся краеведческие легенды, не подкреплённые историческими документами. Считается, что Пётр I, посетив эту местность во время проектирования водовода для Петергофских фонтанов, приказал построить здесь для себя курорт наподобие Карлсбада. В действительности первая усадьба в Ропше была построена на Княжей горе чуть западнее возведённого позднее каменного дворца, рядом с церковью Дмитрия Солунского. Оформленная «в голландском вкусе», усадьба состояла из деревянных строений и регулярного сада. Главный дом размером в 15 на 8 саженей также был сложен из дерева, его покрывала четырёхскатная кровля, а фасады были окрашены червенью. Главной ценностью усадьбы были расположенные поблизости многочисленные минеральные источники. Историк Михаил Пыляев и художник Павел Свиньин, на труды которых опиралось большинство более поздних исследователей, подробно описывали обстановку усадьбы, но не имели сведений о дате её основания. При этом, согласно записи из «Походного журнала» Петра I и подписям отправленных им в 1713 году распоряжений, на Кипенской мызе он провёл лишь девять дней в июле того года. К тому моменту на ней уже стоял деревянный дворец. Сведений о его создателе не сохранилось, возведение ориентировочно датируют 1710—1713 годами.

### XVIII век

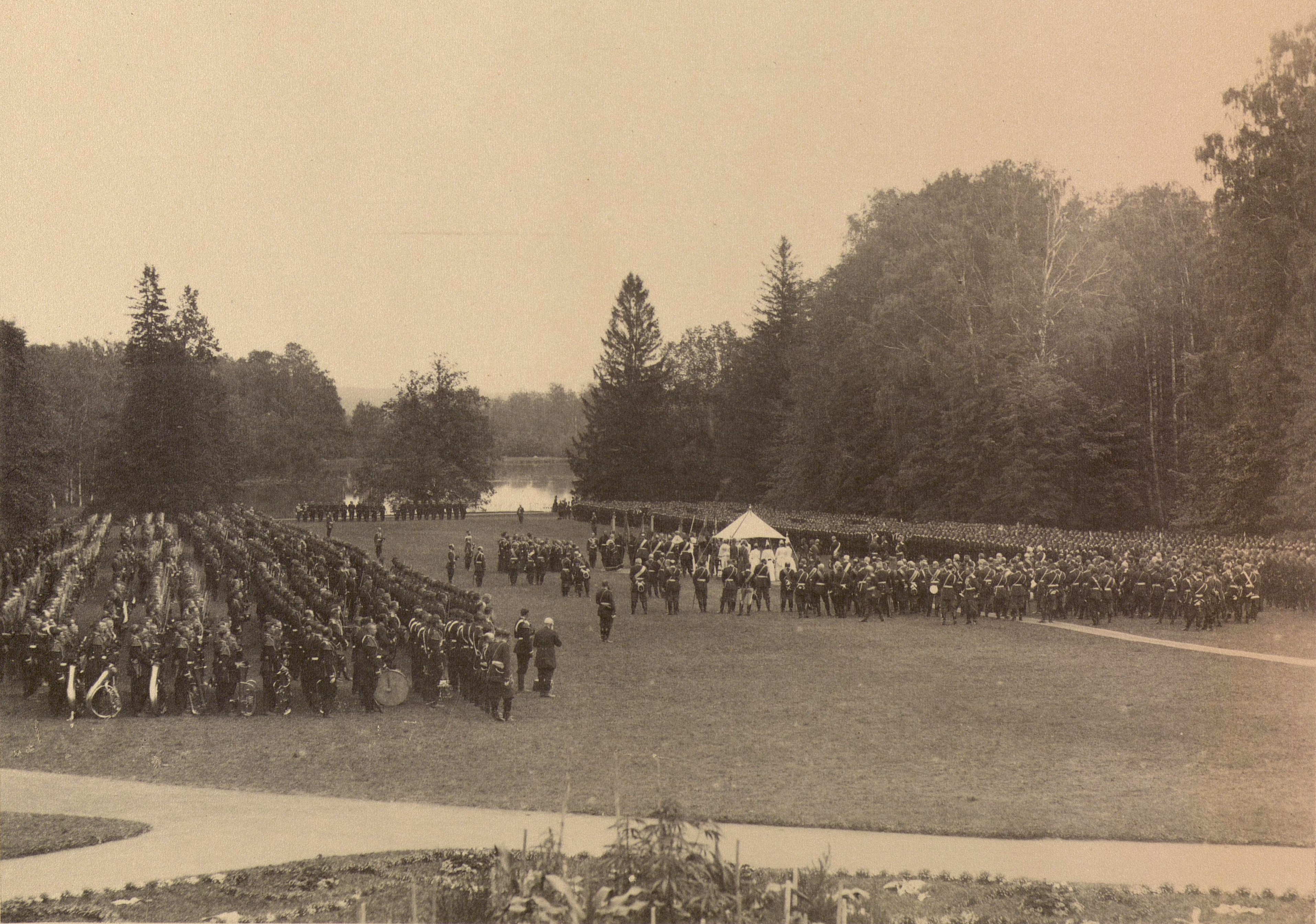
Церковный парад Преображенского полка в парке Ропшинского дворца, 1888 г.

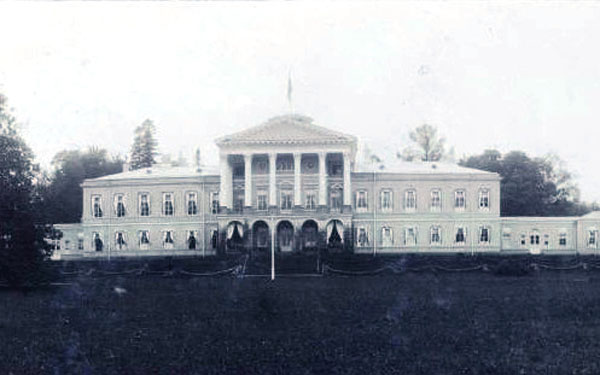
Дворец до революции 1917 года

25 ноября 1712 года Пётр I пожаловал Ропшинскую и Горскую мызы с деревнями графу Гавриилу Головкину. Сохранились записи, что 8 августа 1721 года «в Ропчине у князя Головкина» царь и его гость герцог Карл Фридрих Гольштейн-Готторпский торжественно открыли фонтанный водовод, пустивший воду по каналам до Петергофа. В 1734 году имение унаследовал сын Гавриила Ивановича Михаил Головкин. Усадебный дом в Ропше был значительно перестроен, предположительно, под руководством архитектора Пётр Еропкин. В 1741 году Михаил Головкин, противник восхождения на престол Елизаветы Петровны, был отправлен в ссылку, а усадьба конфискована в собственность казны.
Елизавета Петровна стала часто приезжать в Ропшу на охоту. В 1748 году она поручила зодчему Бартоломео Растрелли разработать план реконструкции усадьбы. После перестройки Растрелли небольшое имение превратилось в одну из лучших загородных резиденций императрицы. Старый дом Головкина перестроили по примеру Большого дворца в Петергофе и оформили в стиле барокко. Тогда же по проекту Растрелли был создан полуторакилометровый парковый комплекс, для которого разбиты два регулярных парка — Верхний и Нижний, Собственный садик, три оранжереи, устроен обширный зверинец. Предположительно, к работе над садами привлекли и известного в то время мастера Н. Жирара, автора садов в Царском селе. К северу от главного дома были выкопаны прямоугольные Рыбные пруды, в которых разводили форель для императорского стола, а в Нижнем и Верхнем парках устроены каскады и ручьи с мостиками. Из-за начала Семилетней войны работы остановились, поэтому задуманный Растрелли новый каменный дворец на Княжьей горке построен не был.
Незадолго до смерти Елизавета Петровна подарила Ропшу наследнику престола Петру Фёдоровичу, будущему Петру III. Именно в Ропшинском дворце в 1762 году император Пётр III после недолгого правления погиб при невыясненных обстоятельствах. Затем Екатерина II пожаловала Ропшинское имение с 12 тыс. десятин земли и 1100 крепостными Григорию Орлову. Орлов, однако, в имение не приезжал, предпочитая проводить время в другом подаренном императрицей имении — Гатчине. Ропшинское хозяйство стало постепенно приходить в упадок, в 1780 году из-за ветхости был разобран деревянный дворец петровских времён.
В 1785 году у наследников Орлова Ропшу всего за 12 тысяч рублей выкупил придворный ювелир Иван Лазарев. Обладая значительным состоянием, он вложил в реконструкцию усадьбы 300 тысяч рублей. По его приглашению архитектор Антонио делла Порто разработал проект перестройки ансамбля в стиле палладианства, соавторами при работе над проектом стали инженер Григорий Иванович Энгельман, а также зодчие С. П. Берников, Ю. М. Фельтен и Е. Т. Соколов. Главный усадебный дом был перестроен в стиле классицизма, старые боковые пристройки разобрали и добавили симметрично новые флигели, отделив их продольным коридором, а двери заложили в бывших оконных проёмах. Центральный двухэтажный корпус увеличили до трёх этажей и выделили ризалитом со стороны двора и парка. Венчал композицию бельведер с колоннадой. В интерьерах необычно была решена парадная анфилада: к двусветному парадному залу с южной стороны подходили две комнаты, а с севера — четыре. Предположительно, во время реконструкции конца XVIII века над живописным убранством главного дома работал художник Карло Скотти. Также по приглашению Лазарева в Ропшу пригласили известного в то время ландшафтного архитектора Томаса Грея. В общей сложности он проработал в ней почти полвека. На площади в 25 га он создал сложную систему прудов и каналов, питающихся от родников и источников. В 1788—1794 годах в Ропше по проекту Фельтена была построена бумажная фабрика, которая работала на энергии от падающей воды каскадных прудов.

### XIX—XX века
В 1801 году Лазарев продал полностью реконструированную усадьбу Павлу I за 400 тысяч рублей. В благодарность за проделанную работу император пожаловал бывшему владельцу ежегодную пенсию в 4000 рублей. В описи имущества, составленной перед продажей, описывались входившие в имение постройки: каменный двухэтажный дом с шестью одноэтажными флигелями, большой отдельный флигель длиной 42 сажени, два фруктовых сада, конюшня на 25 лошадей, скотный двор, хлебный амбар, рига, мельница, бумажная фабрика, каретный сарай, три оранжереи, кузница, церковь во имя Благовещения Богородицы с двумя престолами, бассейн с колоннадой, английские сады и шесть прудов с четырьмя каналами.
При Александре I Ропша находилась в ведении Кабинета Его Императорского Величества и не использовалась как жилая резиденция, однако в 1802 году император поручил архитектору Луиджи Руска составить проект реконструкции дворца. Сохранилась смета от 1821 года, по которой архитектор Иван Лукини должен был «вновь расписать» интерьеры авторства Джованни Батиста Скотти, сами же росписи выполнил художник Торичелли.
В 1826 году Ропшинский дворец был подарен супруге Николая I Александре Фёдоровне, для управления усадьбой была создана Собственная Ея Императорского Величества контора. От этого периода сохранились описи имущества, на которые при позднейших реставрационных работах специалисты опирались при восстановлении убранства. Тогда же по документам Ропшинский дворец стал впервые именоваться именно дворцом, хотя до того значился как «новый каменный дом». Полностью работы по «приведению в жилой вид» были окончены к 1833-му.

### Интерьеры
Исходя из описей, Ропшинское имение не предназначалось для крупных светских приёмов и служило для бытовых нужд императорской семьи. Покои делились на парадную и жилую части. При реконструкции конца XVIII века в парадных помещениях уложили сложный наборный паркет из дуба, красного дерева и берёзы, а в жилых покоях — простые сосновые полы. Для комнат не заказывали новую мебель, а подбирали из запасов Гоф-интендантской конторы.
К парадной части дворца относились находившийся в центральном ризалите первого этажа Картинный зал и Танцевальный зал второго. Главная лестница освещалась тремя окнами, её обрамляла узорная решётка и покрывал ковёр зелёного цвета. В целом живописное убранство главного дома повторяло оформление Таврического и Константиновского дворцов.
Парадный танцевальный зал занимал основной объём второго этажа, он был оформлен в сдержанном классическом стиле. Его украшали скульптурные фризы, карнизы и узорные розетки потолка, расписной плафон, по стенами шли 22 пилястры с лепными капителями и орнаментальные узоры. Три окна зала выходили на парк, в вестибюль вели три двери-портала с рельефными десюдепортами «по античным мотивам». В зале стояли две изразцовые печи, освещали помещение деревянная золочёная люстра «о 36 рожках», 20 бра на 5 рожков, а вдоль карниза на специальной подставке из листового железа устанавливали 182 свечи.
К 1860 году интерьеры переоформили соответственно новым веяниям моды: стены оклеили обоями, окна драпировали сложными композициями из тканей разных фактур и цветов, в залах развесили картины из коллекции Александры Фёдоровны и несколько из Эрмитажа, в том числе полотна Ивана Айвазовского, Владимира Гау, Николая Воробьёва, гравюры, литографии и росписи на фарфоре.
В начале XX века императорская семья останавливалась в Ропше при выездах на охоту. Согласно дневнику Николая II, последний раз он охотился здесь в марте 1914 года.

### Советские годы
Вскоре после революции советское правительство национализировало Ропшинское имение. На территории посёлка Ропша были образованы: Всесоюзный рыбный питомник, колхоз имени Ленина, позднее вошедший в состав совхоза «Красная Звезда», а также животноводческий совхоз «Октябрьский». Дворец отдали под нужды НИИ Рыбного хозяйства, предметы интерьера и обстановки были вывезены, часть попала в музейные коллекции, часть — распродана.
В годы Великой Отечественной войны, с сентября 1941 по январь 1944 года, Ропша была оккупирована вермахтом. В помещениях дворца разместился немецкий госпиталь, а на местном кладбище у церкви Дмитрия Солунского разрыли старые могилы и устроили новые захоронения солдат вермахта, уже под немецкими крестами. С позиций в Ропше осуществлялся артиллерийский обстрел Ленинграда и его южных пригородов в течение двух лет. В 1944 году Ропша была освобождена в ходе Красносельско-Ропшинской наступательной операции. При отступлении немецкие войска подожгли дворец, из-за пожара рухнула крыша, частично обрушились стены и был полностью уничтожен второй этаж. Серьёзно пострадал и дворцовый парк, который был изрыт траншеями и заминирован. На его территории осталось мемориальное кладбище советских солдат
.

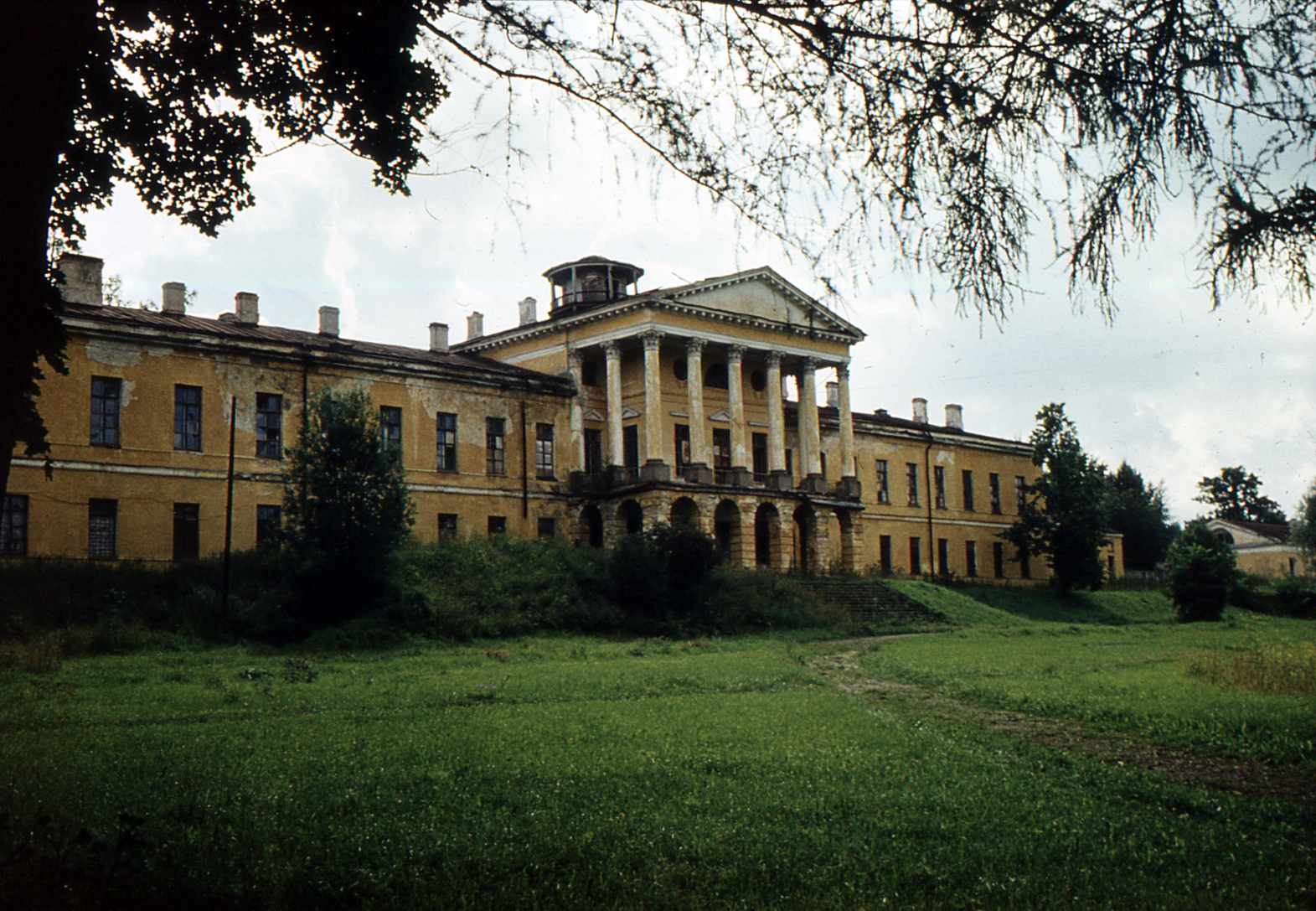
Дворец в Ропше 70-е годы XX века

После войны Ропшинскую усадьбу заняла лётная войсковая часть, в здании дворца разместился штаб. В этот период была проведена реставрация, усадьба поддерживалась в хорошем состоянии. Позднее во дворце разместился Отдельный батальон химической защиты Ленинградского военного округа, с этого момента началась постепенная деградация построек. Батальон химзащиты покинул Ропшу в конце 1970-х, тогда во дворце были сняты полы, двери и окна. В 1985 году дворец был передан под управление Ломоносовской птицефабрики, которая решила организовать в усадьбе санаторий для сотрудниц. Вскоре после начала реставрационных работ в здании случился пожар, полностью уничтоживший кровлю и второй этаж. После этого дворец был заброшен. Хотя в 1970-х и 1980-х НИИ «Спецпроектреставрация» разработала несколько проектов восстановления Ропшинского ансамбля, ни один из них реализован не был.

## Современность

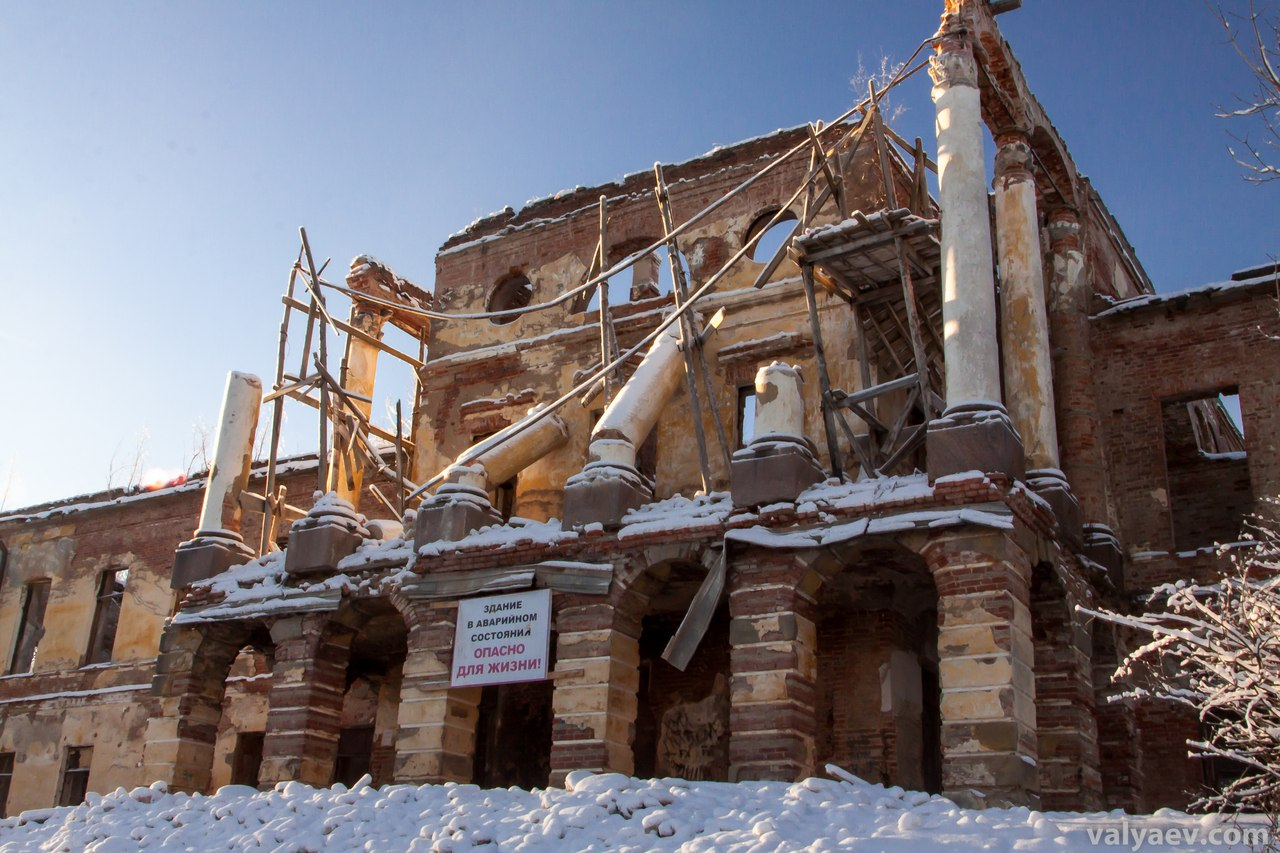
Дворец после обрушения портика, 2015 г.

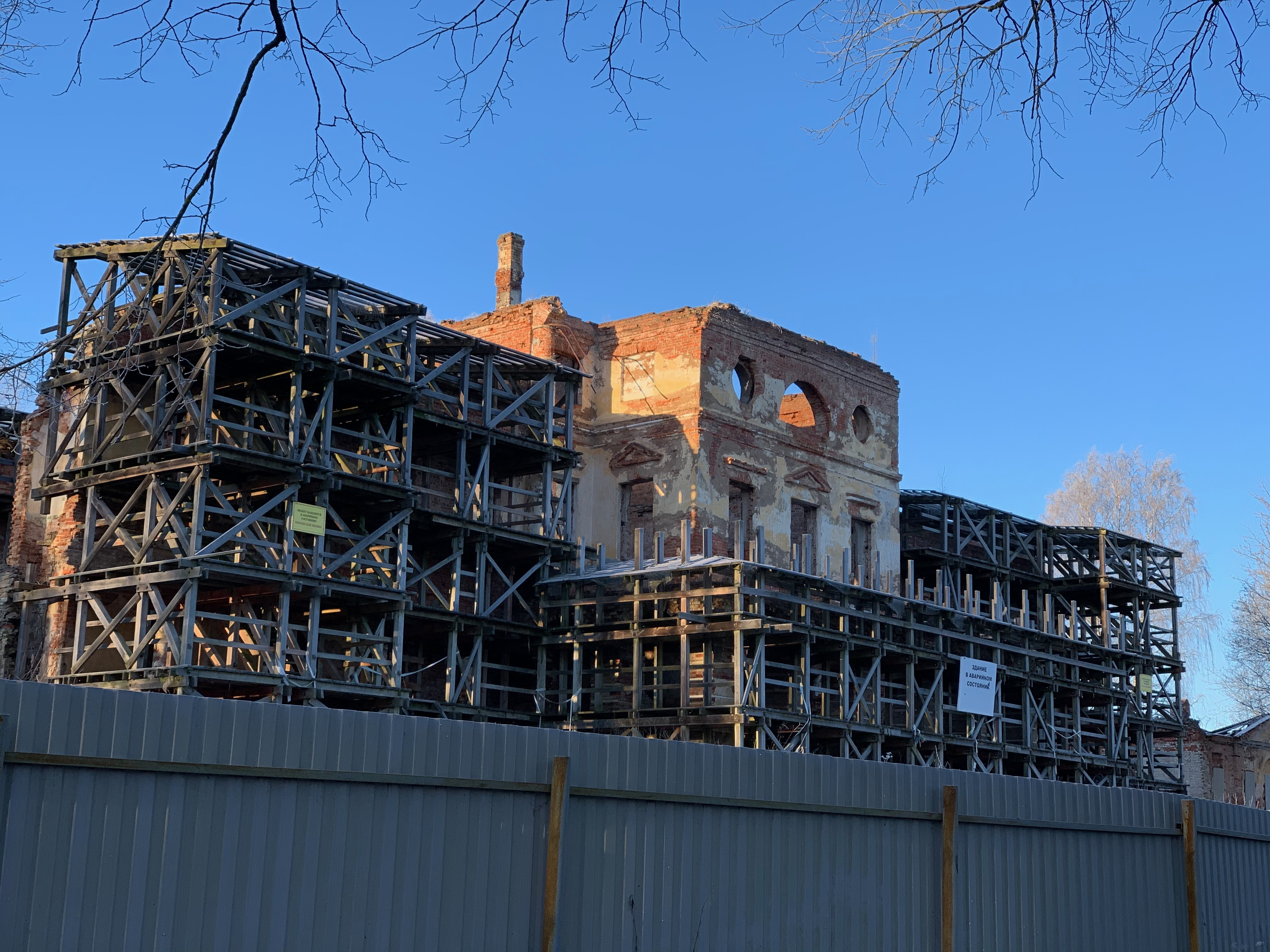
Дворец в 2020 году.

В 1990 году ансамбль Ропшинского дворца был включён в список памятников всемирного наследия ЮНЕСКО, однако не имел официального владельца и продолжал ветшать. В 2005—2006 годах итальянский девелопер Gruppo PASIT предлагал восстановить комплекс, превратив его в отель, и готов был инвестировать в проект 200 млн евро. Некоторые источники в прессе утверждаютли, что срыв сделки произошёл потому, что Федеральное агентство по управлению имуществом РФ не имело документов о собственнике ансамбля. Однако петербургские журналисты установили, что Gruppo PASIT в партнёрстве с Odorizzi Porfidi зарегистрировала компанию ОАО «Ропша-инвест», заказала в «РСП „Раритет“» два проекта восстановления комплекса и его приспособления под современное использование. Получив готовые разработки, «Ропша-инвест» «бесследно исчезла», а тесно сотрудничавшая с ней главный архитектор района уволилась. Одновременно с её уходом с должности пропали все документы по проекту.
За период с до 2010-х в усадьбе произошла серия пожаров, нанесших дополнительные повреждения зданиям. Деревянные леса, которые воздвигли в начале 90-х для поддержания стен и фасада дворца, рухнули в начале 2010 года. Парк был запущен и замусорен, система каскадных прудов заболочена.
В 2011 году о намерении восстановить дворец заявил международный благотворительный фонд «Константиновский», однако в 2012 году по решению Министерства культуры РФ Ропшинский дворцовый ансамбль был передан под управление ГМЗ «Петергоф». В 2013-м «Петергоф» представил визуализированную концепцию восстановления Ропши, однако историко-культурная экспертиза, без которой никакие реставрационные работы проводиться не могли, была запланирована только на 2015 год.
В 2015 году был обнародован план проекта «Императорское кольцо». В него входили Петергоф, Гатчина, Стрельна, Царское Село, Павловск, Ораниенбаум, Кронштадт и Ропша, где планировали полностью восстановить парк и дворец, после чего открыть в них реставрационный центр со школой и общежитием. В 2016 году директор «Петергофа» Елена Кальницкая заявила, что Министерство культуры выделило лишь 8 млн рублей на противоаварийные работы во дворце. В 2016 году Кальницкая предупреждала, что уже через год разрушение дворца достигнет такой степени, что восстановить его будет невозможно. Стоимость работ, по её оценке, должна была составить 5 млрд рублей.
По мнению искусствоведа Михаила Мильчика, члена совета по сохранению культурного наследия при правительстве Санкт-Петербурга и Министерстве культуры РФ и бывшего заместитель генерального директора НИИ «Спецпроектреставрация», «Петергоф» практически не сделал ничего для спасения памятника архитектуры. Более того, Мильчик заявил, что по решению дирекции ГМЗ в 2015 году аварийный портик разрушили специально привезённым в Ропшу строительным краном.
По иным источникам, 7 января 2015 года фронтон дворца обрушился из-за ветхости. После этого Министерство культуры выделило 15 млн рублей на срочные противоаварийные работы. Департамент комитета по культуре составил протокол и передал в суд дело об административном нарушении по факту обрушения Ропшинского дворца. Михаил Мильчик оценивал износ дворца на 70 % и утверждал, что реконструкция и восстановление уже невозможны, единственным вариантом назвав воссоздание на основе исторических документов.
В 2016 году корпорация «Роснефть» выразила желание взять в аренду землю и восстановить дворец, приспособив его для современной эксплуатации. Директор компании Игорь Сечин совместно с министром культуры Владимиром Мединским направили письмо президенту России Владимиру Путину с просьбой передать ансамбль в пользование «Роснефти» сроком на 99 лет. В ноябре 2018 года правительство внесло в Госдуму соответствующий документ, 19 февраля 2019 года он был принят в первом чтении.